# Jina (Sibiu)
Jina (in ungherese Zsinna, in tedesco Sinna o Schinna) è un comune della Romania di 4159 abitanti, ubicato nel distretto di Sibiu, nella regione storica della Transilvania.